# Cei doi care au furat luna
Cei doi care au furat Luna (titlul original în poloneză O dwóch takich, co ukradli księżyc) este un film polonez pentru copii din 1962 bazat pe povestea din 1928 a lui Kornel Makuszynski, „Cei doi care au furat Luna”. Rolurile principale au fost interpretate de gemenii Kaczynski, doi dintre viitorii lideri politici ai țării. În ciuda faptului că a fost cunoscut de multe generații de copii polonezi, filmul a redevenit faimos în anii 2000 pentru faptul că-i include în distribuție pe cei care urmau să fie lideri ai țării: Lech Kaczynski, președinte al Poloniei din 2005 până la moartea sa în accidentul aviatic de la Smolensk din 2010 și fratele său geamăn, Jaroslaw Kaczynski, prim-ministru al Poloniei între 2006 - 2007, șeful Cancelariei prezidențiale din 1990 până în 1991 și președintele Partidului Lege și Dreptate. Gemenii aveau 13 ani la momentul apariției filmului.

## Prezentare
Cei doi gemeni, Jacek și Placek, apar la început ca niște băieți cruzi și leneși al căror interes principal este mâncatul. Ei mănâncă orice, inclusiv creta sau buretele de la școală. Într-o zi, le vine ideea să fure Luna, la urmă urmei, e făcută din aur. 
„Dacă furăm Luna, nu vom mai fi nevoiți să muncim”
„Dar nici acum nu muncim...”
„Dar după aceea nu vom mai fi nevoiți să muncim deloc”.
După câteva peripeții, ei reușesc să fure Luna. Imediat, o bandă de hoți îi observă pe micii pungași și îi capturează. Cei doi își redobândesc libertatea, iar unul dintre gemeni pune la cale un plan de a intra în Orașul de aur. Planul funcționează, dar când hoții încearcă să adune aurul, se transformă ei înșiși în aur. Gemenii scapă, se întorc acasă și promit să-și ajute părinții cu munca la fermă.

## Trivia
O versiune animată a filmului a fost produsă în 1984.

## Distribuție
- Lech Kaczyński – Jacek
- Jarosław Kaczyński – Placek

Jacek și Placek (Lech și Jaroslaw Kaczynski)

- Ludwik Benoit – Wojciech, tatăl lui Jacek și Placek
- Helena Grossówna – mama lui Jacek și Placek
- Janusz Strachocki – primarul din Zapiecek
- Tadeusz Woźniak – profesorul Zapiecek
- Janusz Kłosiński – Mortadella
- Wacław Kowalski
- Henryk Modrzewski – Tailor of Zapiecek
- Bronisław Darski – Barnaba
- Stanisław Tylczyński
- Janusz Ziejewski
- Włodzimierz Skoczylas
- Tadeusz Schmidt
- Ryszard Ronczewski – Robber "Rozporek"